# Itingen
Itingen é uma comuna da Suíça, situada no distrito de Sissach, no cantão de Basileia-Campo. Tem 3,14 km² de área e sua população em 2018 foi estimada em 2.157 habitantes.